# Кромержиж
Кромержиж, у діаспорних джерелах Кромериж (чеськ. Kroměříž), також раніше Кремзір (нім. Kremsier) — місто Злінського краю, у Чехії. В 1998 році територія Архієпископського палацу була внесена до списку світової спадщини ЮНЕСКО.

## Загальне
На відстані у 20 км в напрямку на північний захід від м. Злін та в 60 км на північний схід від м. Брно знаходиться Кромержиж. Місто лежить на березі річки Морава, на висоті 201 м над рівнем моря. Площа міста становить 55,61 км². Чисельність населення — 28 926 осіб (станом на 1 січня 2013 року). Кромержиж складається з 10 міських районів. Місто знаходиться в однойменному окрузі Кромержиж Злінського краю, у Східній Моравії.

## Історія
Перше поселення з'явилося на території Кромержижа у часи Великої Моравії. Перша письмова згадка про місто датується 1110 роком, коли був придбаний оломоуцьким єпископом Йоганном II. Розташований на перетині торговельних шляхів, Кромержиж у 1266 році указом чеського короля Пржемисла Оттокара II оголошений містом, того ж року в ньому будується замок. У 1290 році тут вводиться Магдебурзьке право.

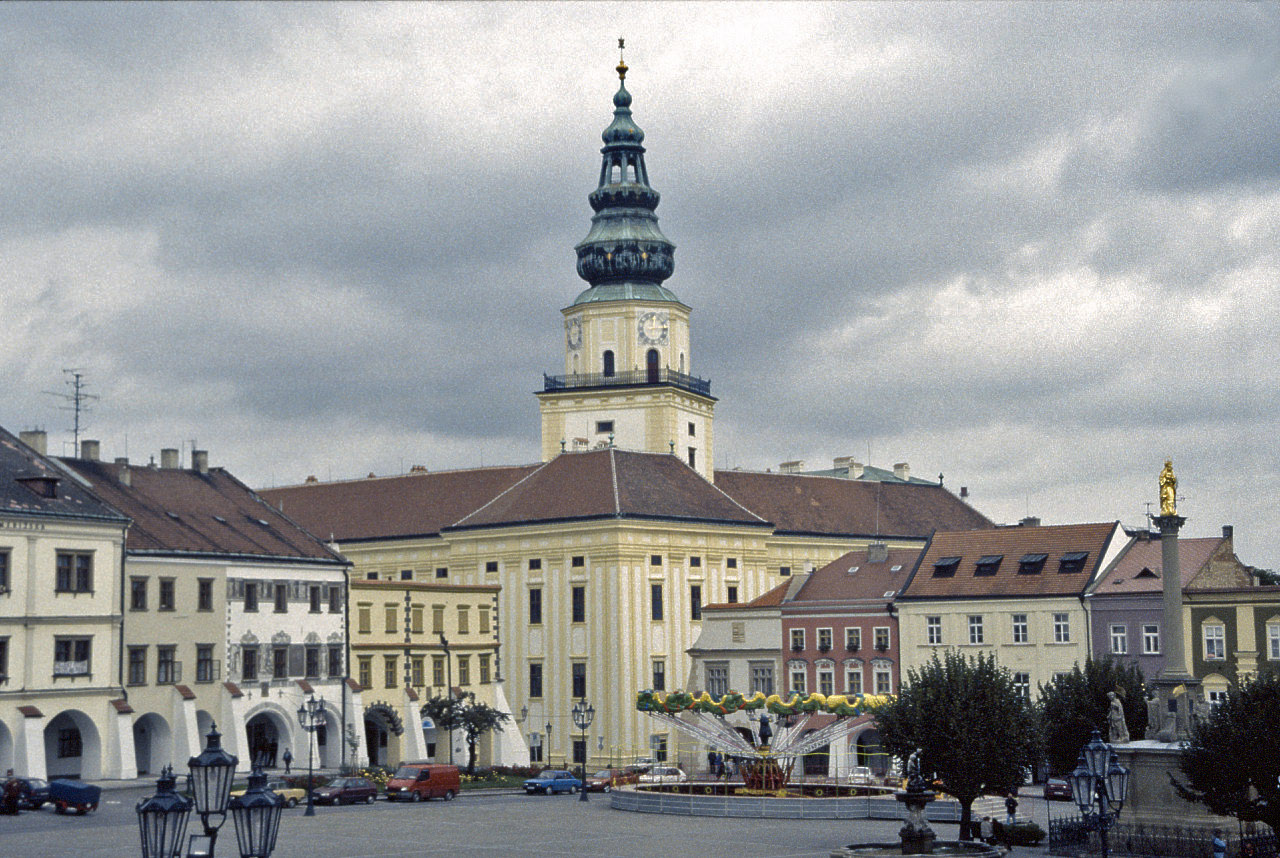
Палац архиєпископа

У часи Гуситських воєн Кромержиж був опорою гуситів у Моравії. Був повернений оломоуцьким єпископам лише у 1456. У 1467—1471 роках місто опиняється в центрі військових дій між арміями чеського короля Їржі з Подєбрад та угорського короля Матвея Корвіна.
У XVI — на початку XVII століття Кромержиж перетворюється в один із найважливіших політичних та культурних центрів Моравії. Однак під час Тридцятирічної війни місто було захоплене і повністю зруйнований шведами. Знову відбудований лише у 2-й половині XVII століття оломоуцьким єпископом Карлом II Ліхтенштайн-Кастелькорном. Під час Війни за австрійську спадщину у 1742 році був захоплений прусською армією. У 1752 році місто згоріло при пожежі. У 1805 році був зайнятий армією Наполеона, у роки Другої світової війни — німецькою армією. Звільнений у 1945 році радянськими військами.
Під час Австрійської революції 1848 року, після придушення Габсбургами повстання у Відні, до Кромержижу переїхав і засідав у єпископському палаці австрійський Райхстаг (до березня 1849 року). У 1885 році в Кромєржижі зустрічалися і вели переговори з питань європейської політики монархи Європи.

## Архітектура
У 1997 році Кромержиж отримав статус самого красивого історичного міста Чехії. Три історично цінних собори у місті: собор св. Іоанна Хрестителя, який є моравською перлиною стилю бароко; храм св. Маврикія зі статуєю Кромержизької мадонни та костел Вознесіння Діви Марії. Архієпископський палац у Кромержижі є домінантою історичної частини міста та головним «магнітом», що притягує відвідувачів історико-архітектурного заповідника. Його виникнення і розвиток пов'язане з історією оломоуцького єпископства і архиєпископства.

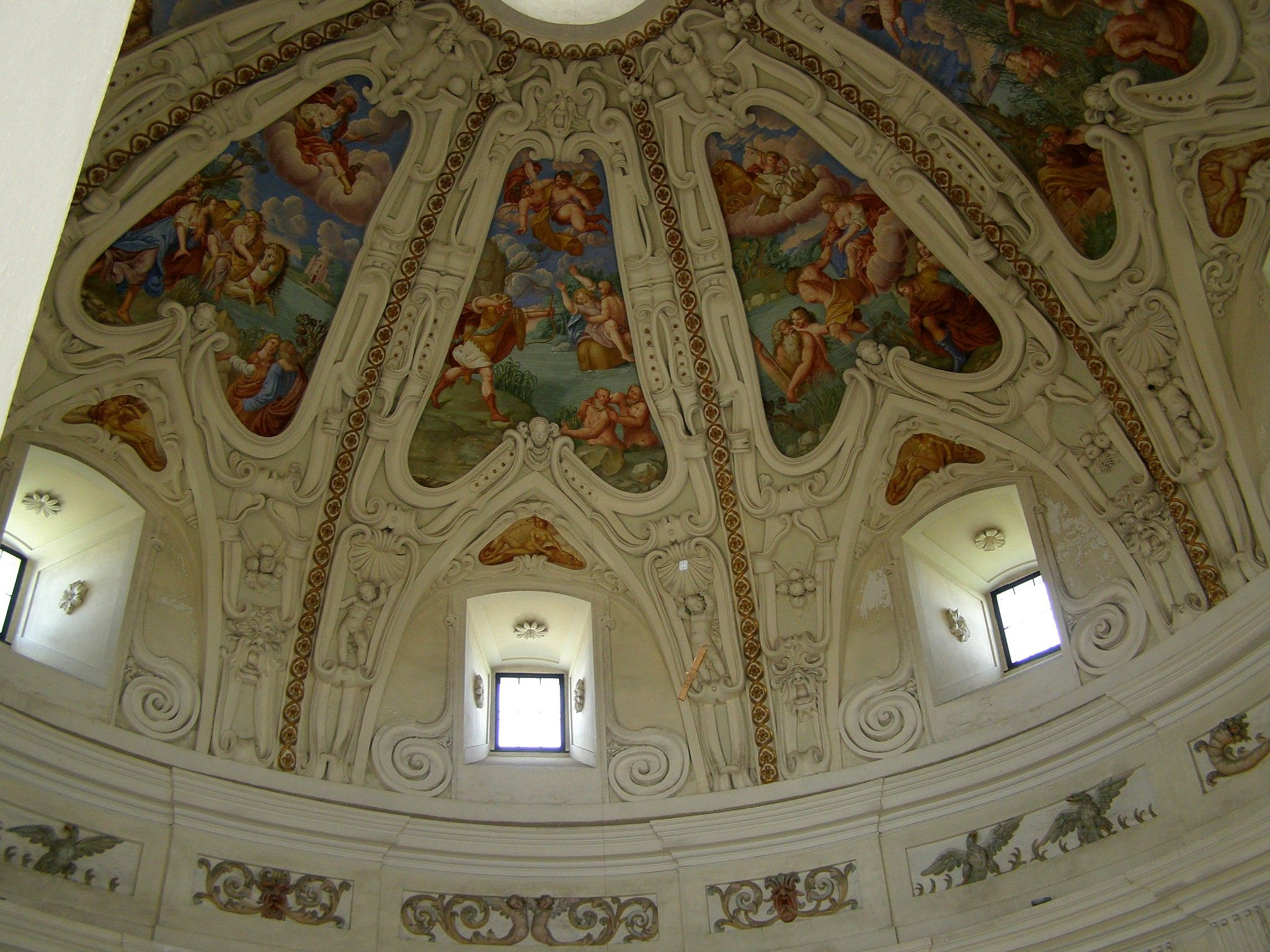

У кінці Тридцялітньої війни в 1643 році замок був спустошений шведською армією, потім на його місці побудували пишний палац в стилі раннього бароко. Єпископ Карел Ліхтенштейн запросив сюди з Відня італійських придворних архітекторів Ф. Лучезе і Г. П. Тункаллу, які взяли участь в будівництві й інших об'єктів після руйнівної пожежі в місті.
Від первинного замку залишилася тільки нижня частина вежі, яку реконструювали у стилі бароко. Вражає і 84-метрова висота вежі. На фундаменті колишнього замку виросла триповерхова будівля, що оточує внутрішній дворик з характерними аркадами. Зовнішні фасади палацу пластично декорували: розчленовані рядами вікон, прикрашені пілястрами і кутовими ризалітами.
У середині палацу є багато декорованих інтер'єрів різних епох і багатими колекціями образотворчого мистецтва. У бібліотеці можна знайти збірки історичних книг, монет і оригіналів партитур музичних творів.
Особливої уваги заслуговує Галерея палацу, яка займає третій поверх садового крила. У XIX—XX ст. картинна галерея займала 4 зали, у 70-х роках 20 століття експозиція була розширена до 9 залів, після реконструкції знову відкрита в 1999 році.
Галерея належить до одного з найбагатших зібрань у Європі. Тут представлені твори європейських художників XV—XVIII ст. від готики до пізнього бароко. Науковий каталог, випущений у 1998 р. містить повний опис 536 робіт (Тіціан, Ван Дейк, Лукас Кранах Старший та ін.). Це друга по цінності у Чехії (після Національної галереї в Празі) колекція картин.

## Галерея

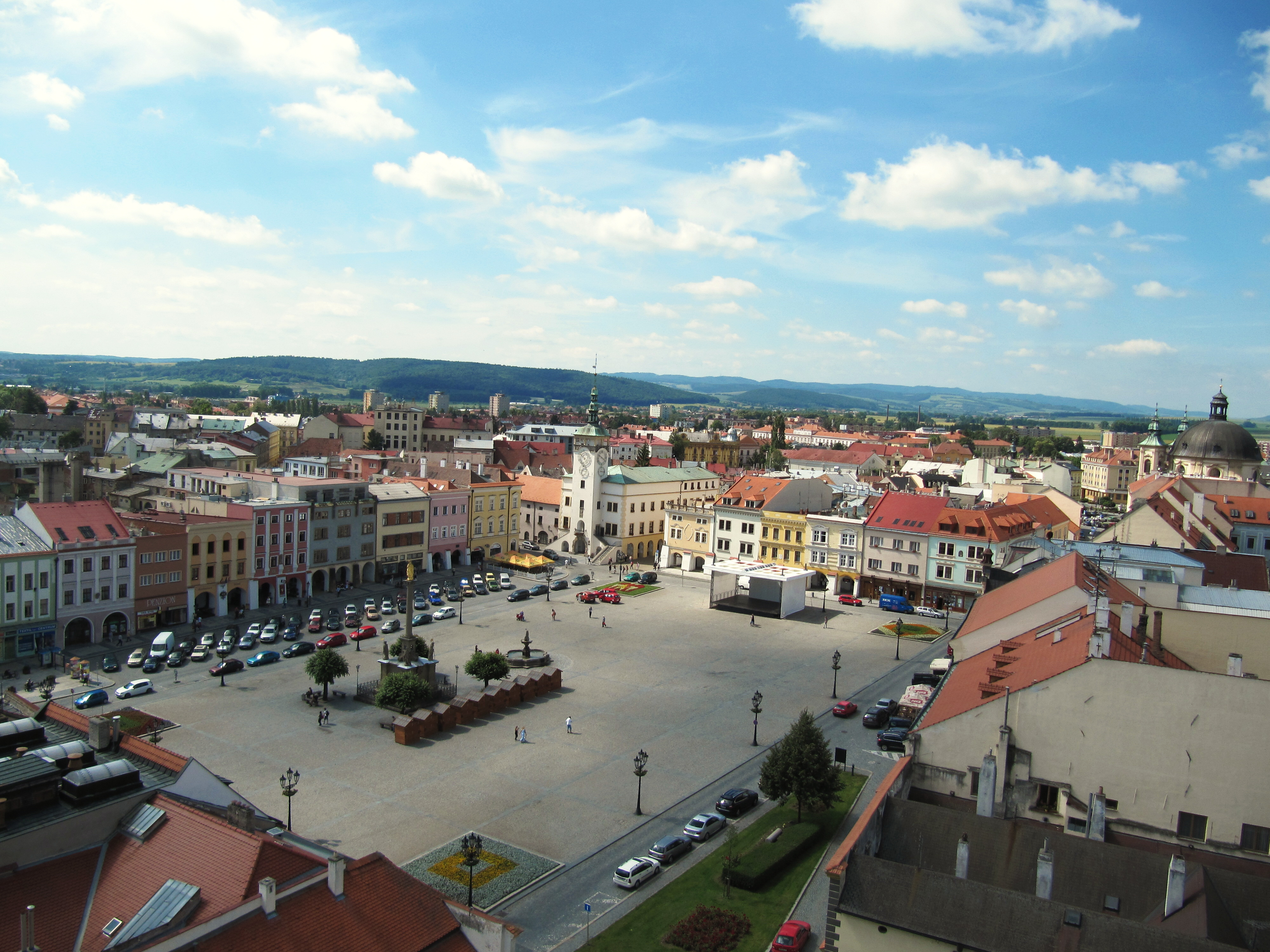
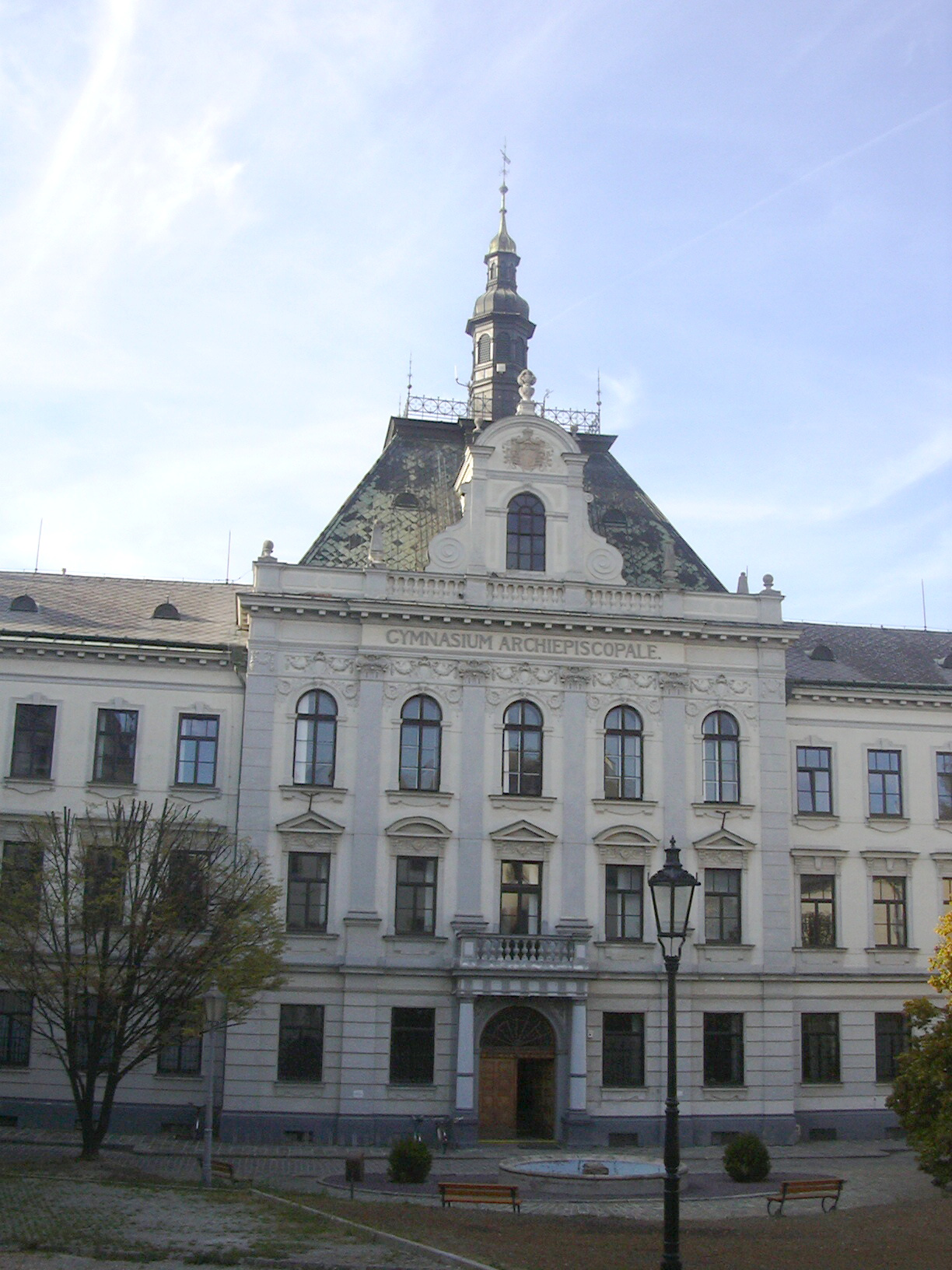
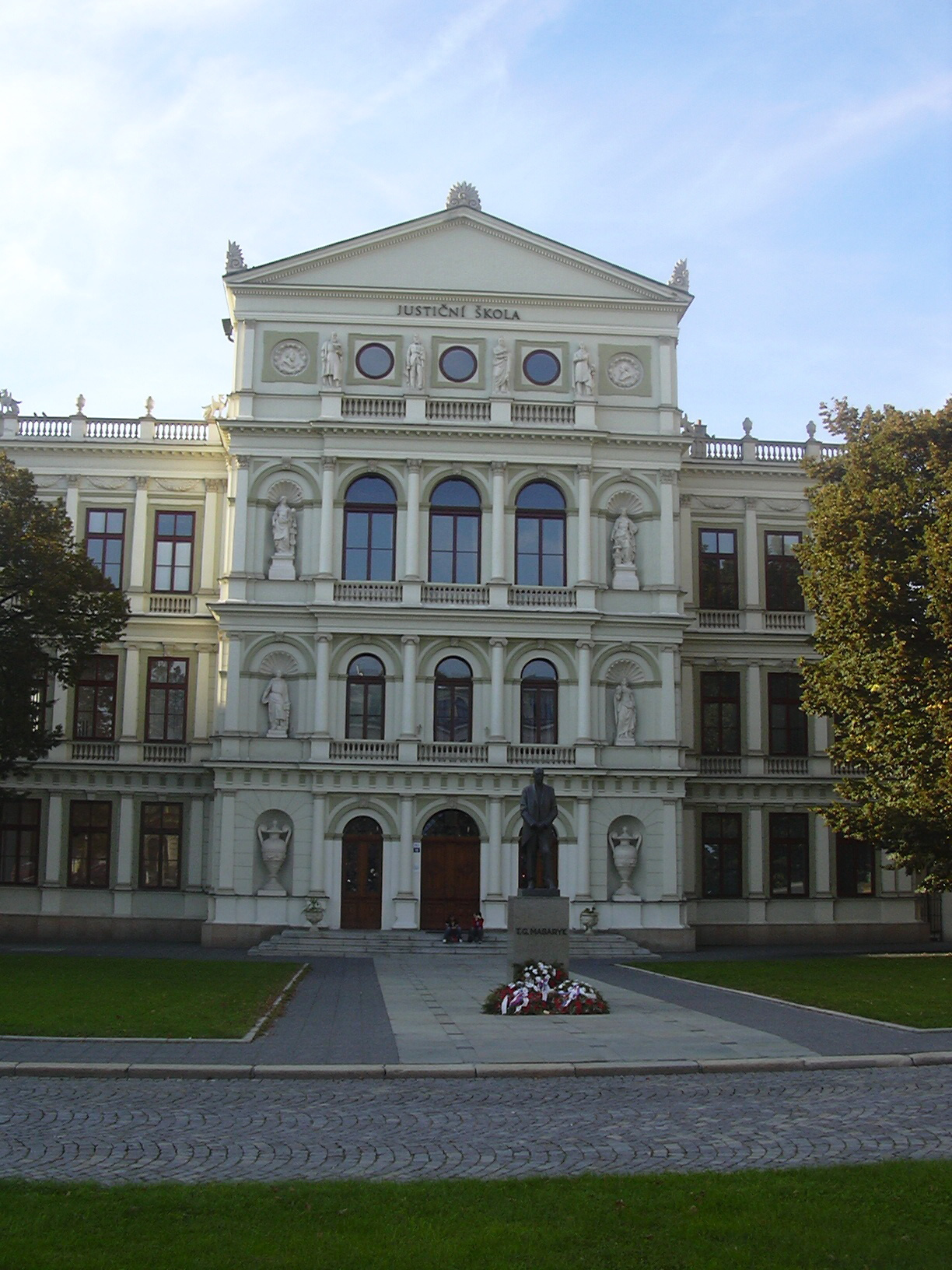
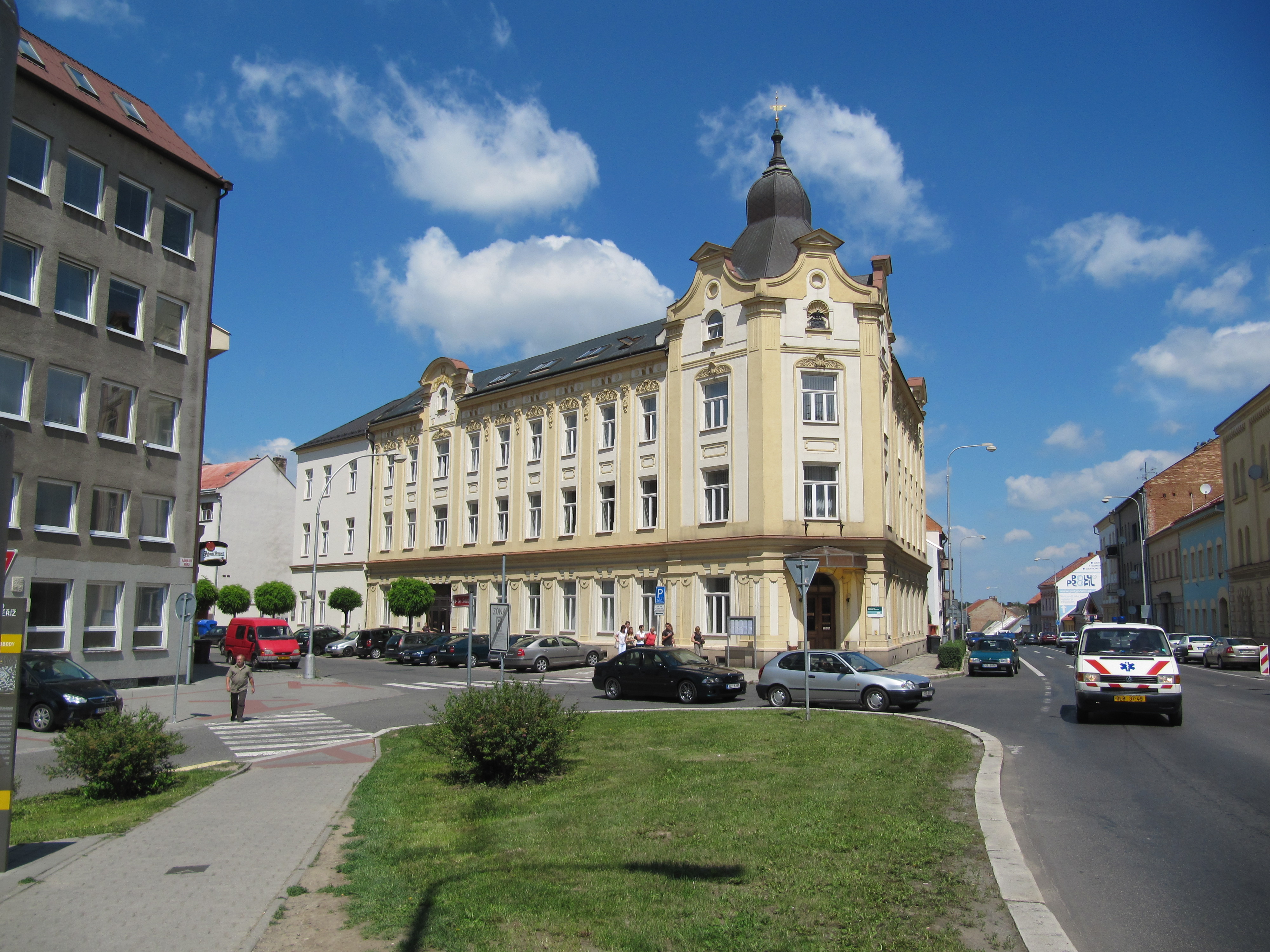
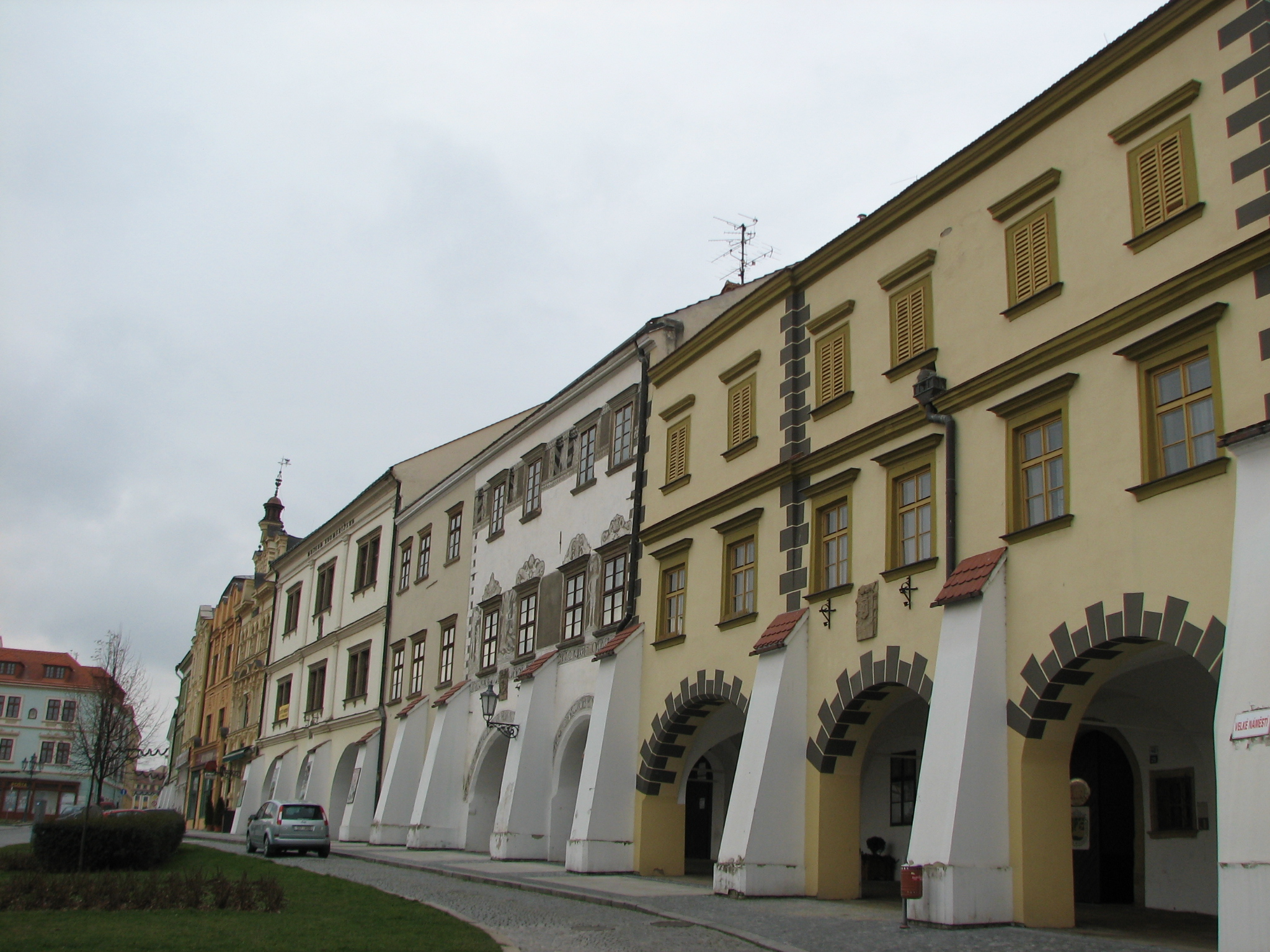
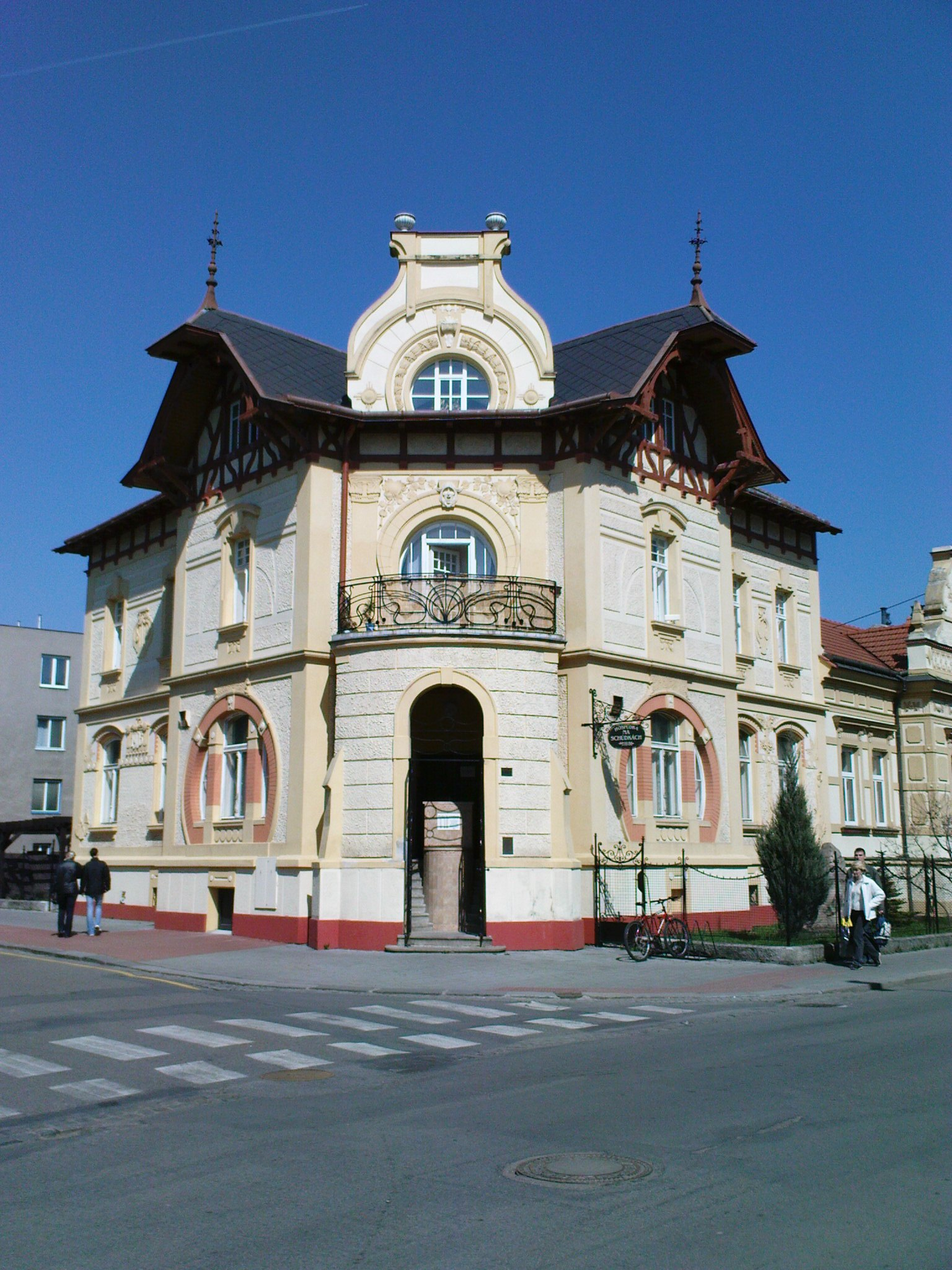
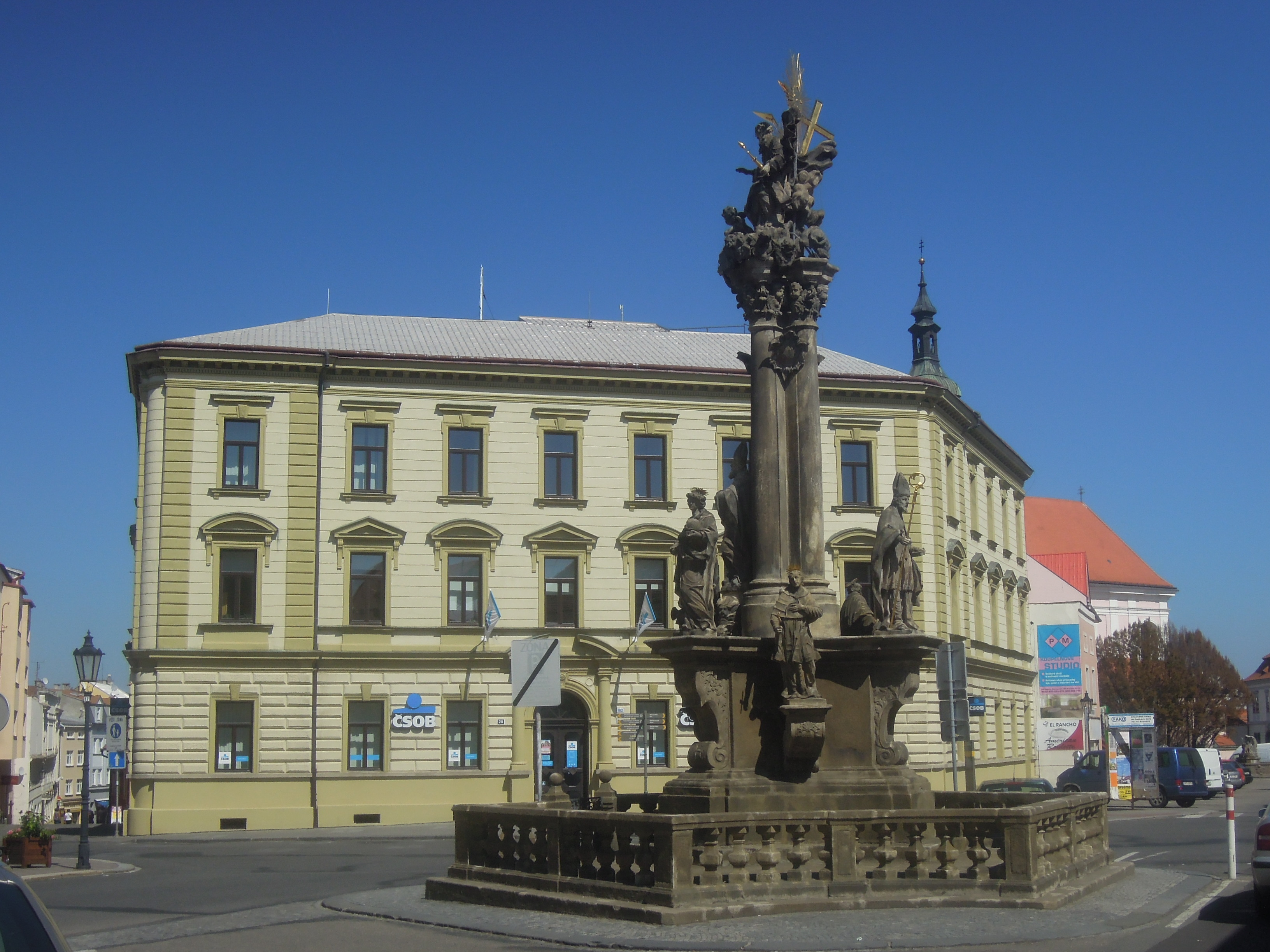
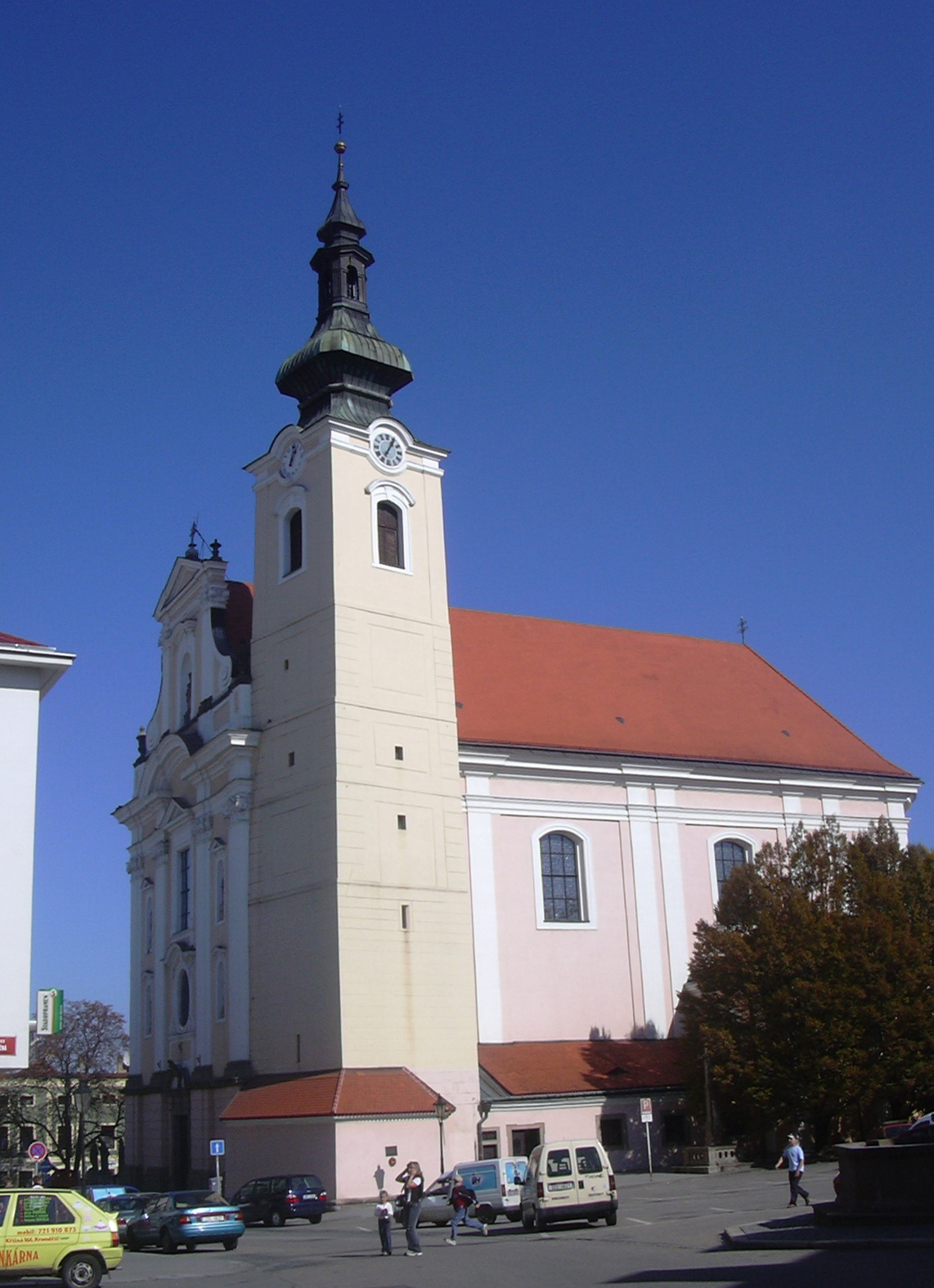
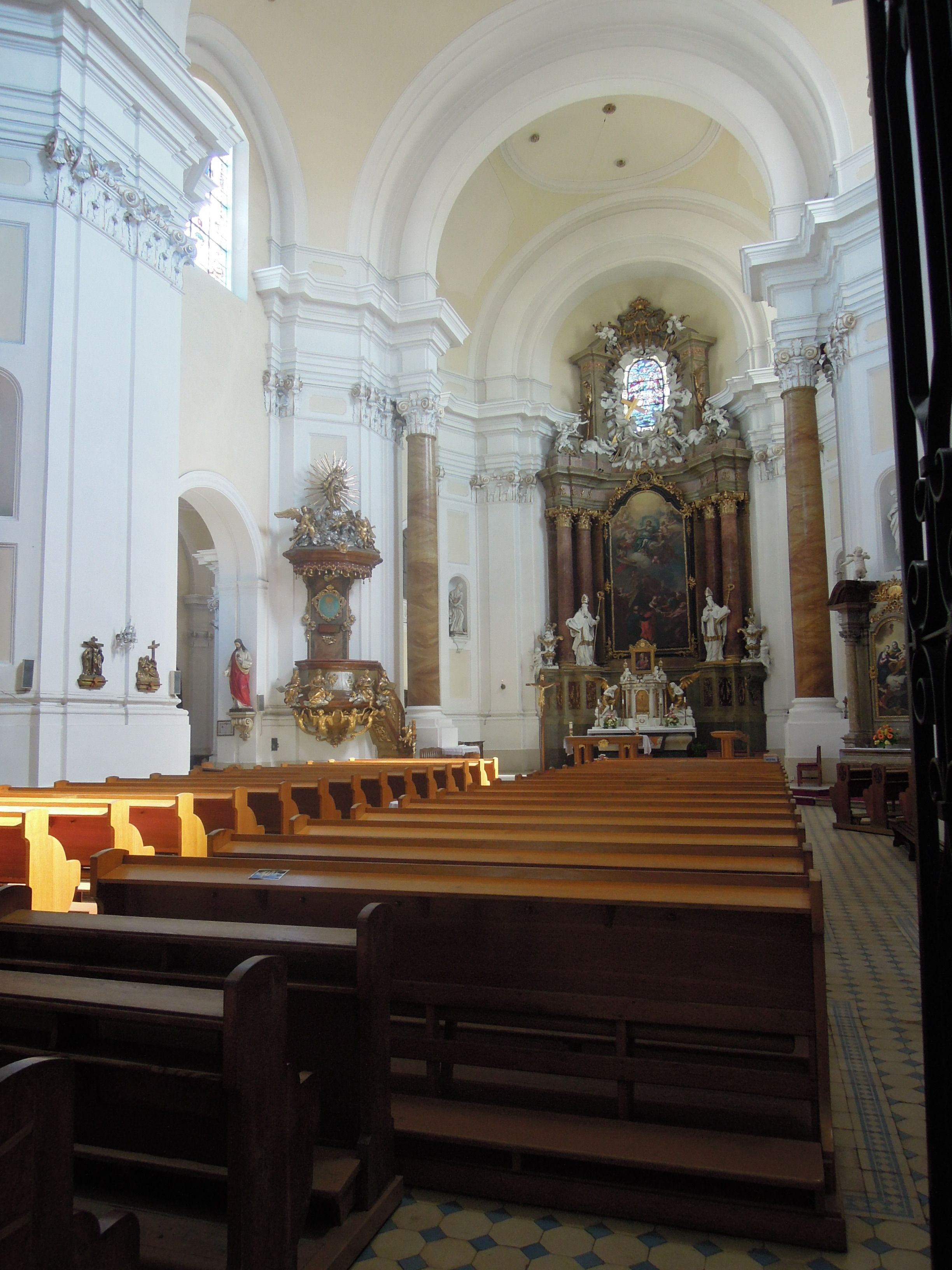
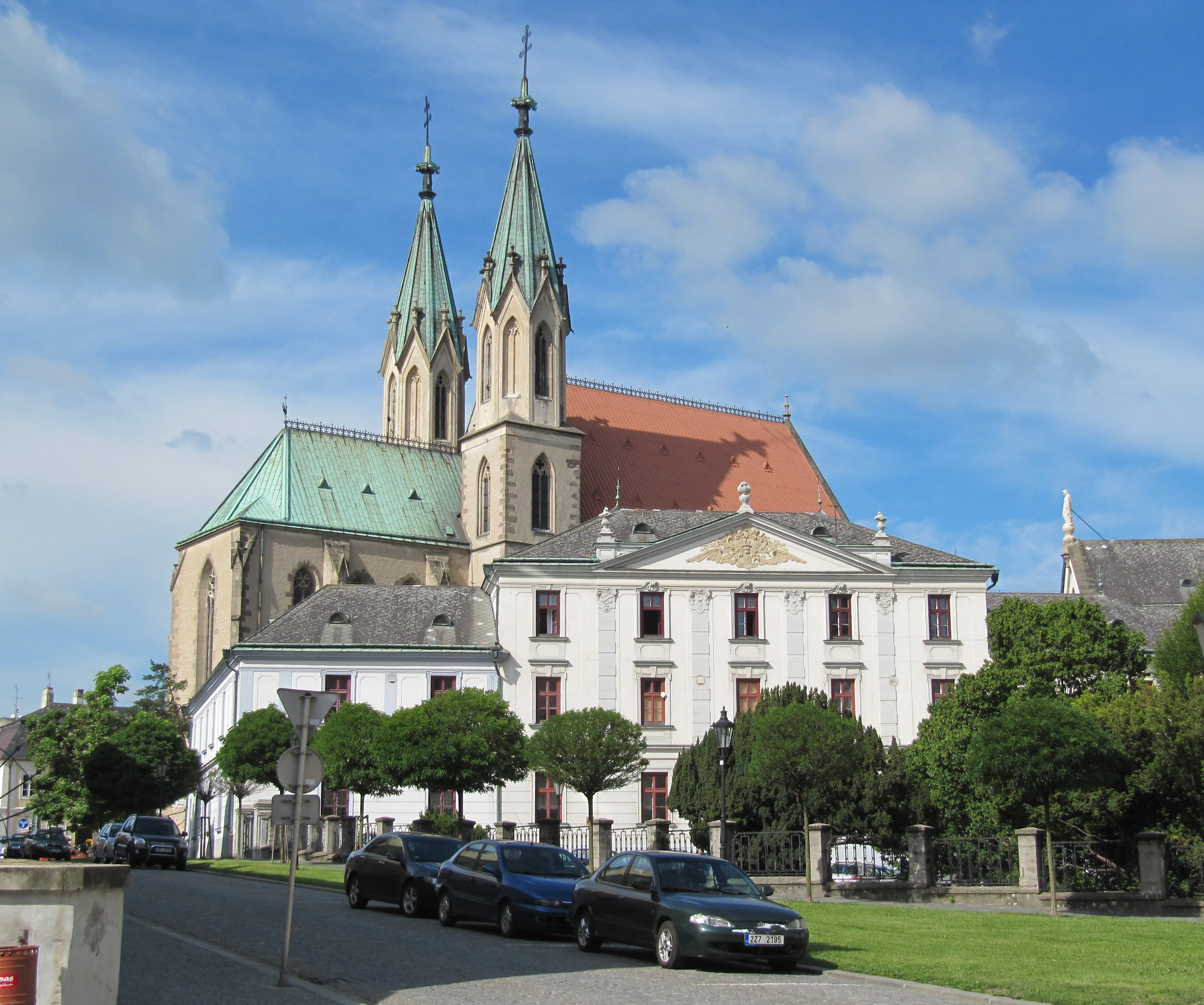
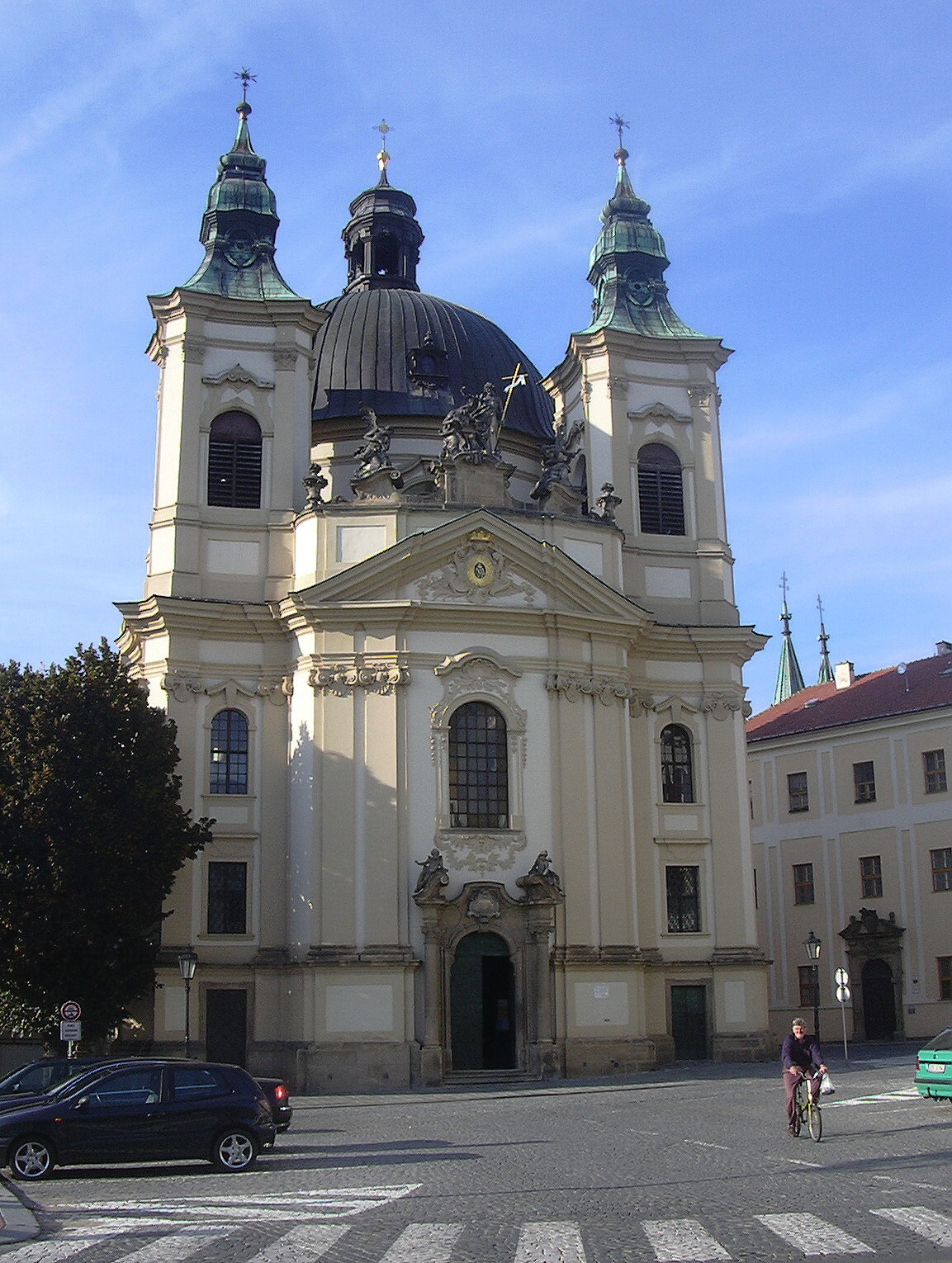
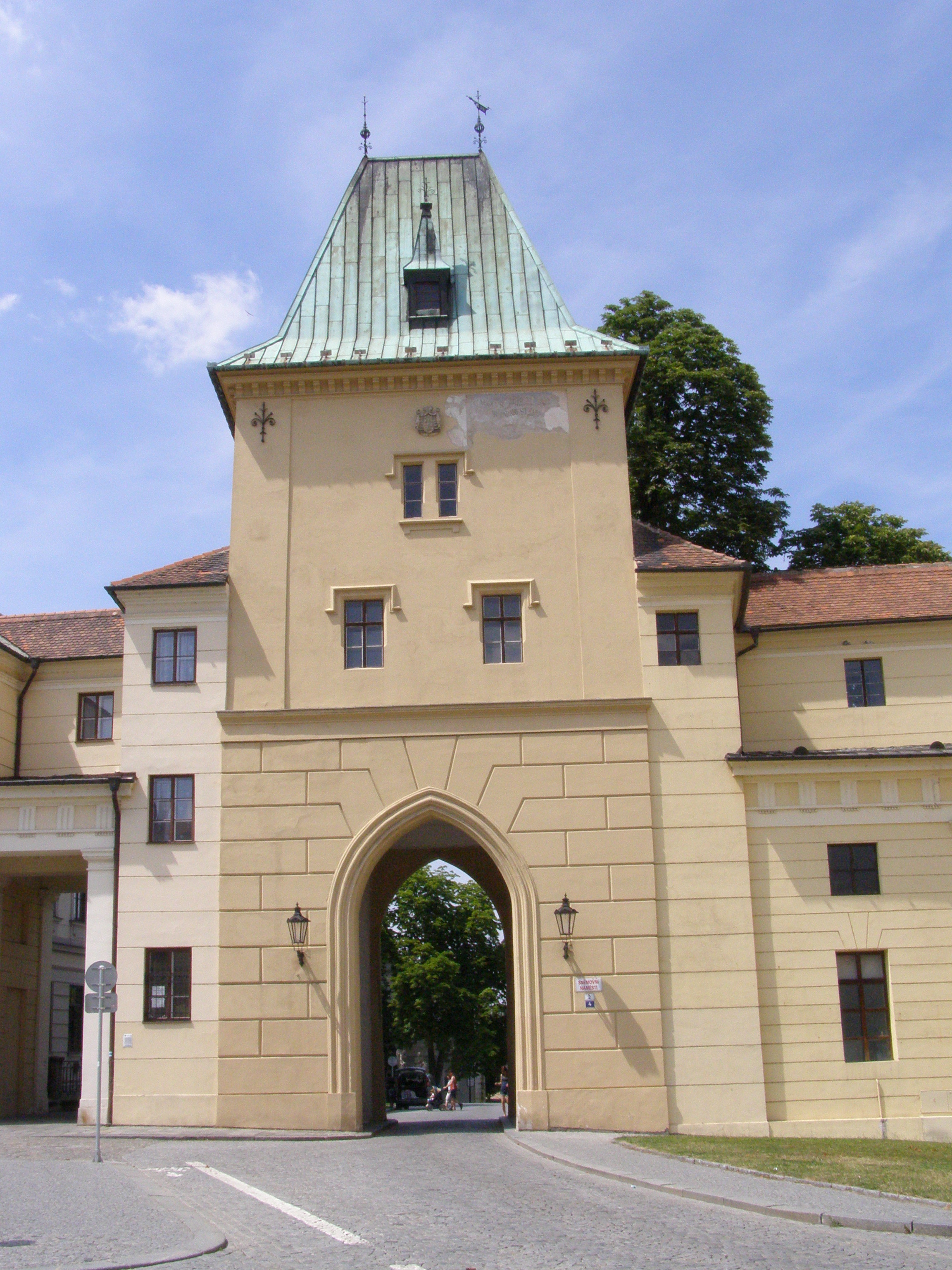
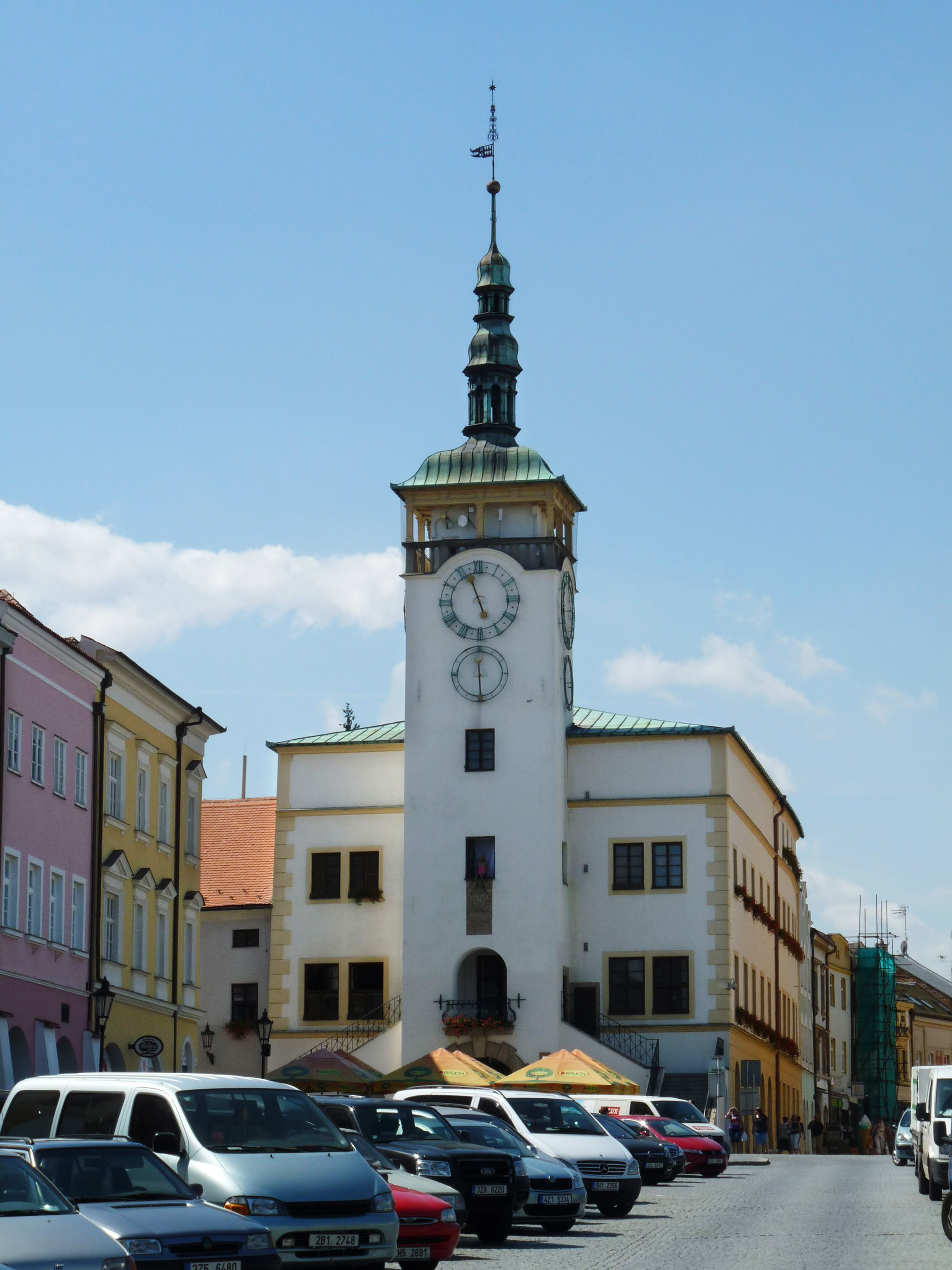
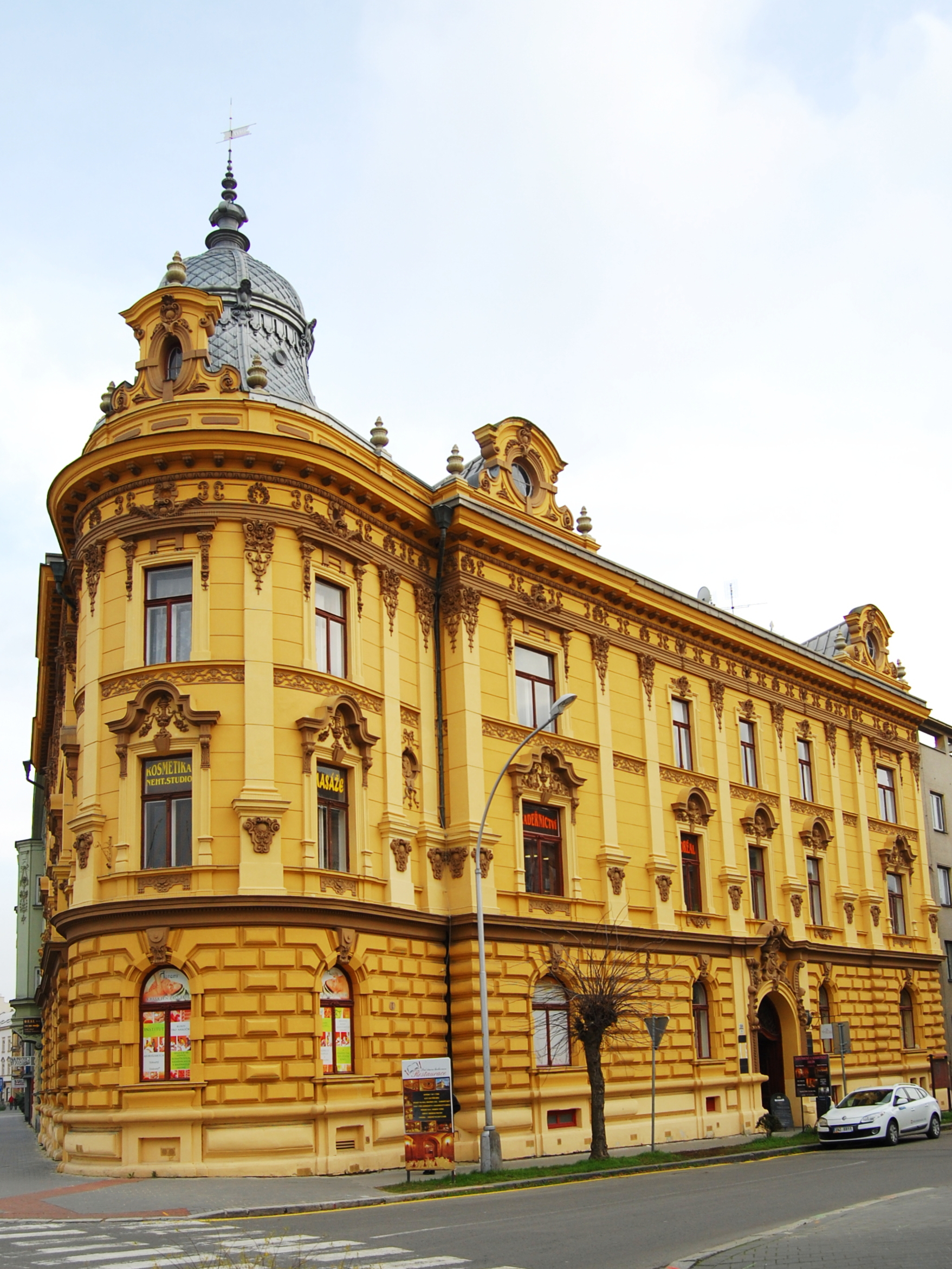

## Освіта
- Українська духовна семінарія

## Відомі люди

### Уродженці міста
- Йозеф Сильний
- Макс Швабінський
- Фердинанд Столичка

## Міста-партнери
- Нітра —  Словаччина
- Шатоден —  Франція
- Кремс-ан-дер-Донау —  Австрія
- Пекари-Шльонські —  Польща
- Римніку-Вилча —  Румунія